# All My Life
All My Life – pierwszy singel rockowego zespołu Foo Fighters z ich czwartego albumu studyjnego, One by One. Został wydany na dwóch płytach 7 września 2002. W 2002 singel zdobył nagrodę Grammy w kategorii Best Hard Rock Performance. W marcu 2005 magazyn Q umieścił singel na 94. miejscu listy 100 Greatest Guitar Tracks Ever!.

## Lista utworów

### CD1
1. „All My Life”
2. „Sister Europe” (cover Psychadelic Furs)
3. „Win or Lose”
4. „All My Life (Director’s Cut)”

### CD2
1. „All My Life”
2. „Danny Says” (cover Ramones)
3. „The One”

## Listy przebojów
| Lista przebojów (2002) | Pozycja |
| ---------------------- | ------- |
| ARIA Charts            | 20      |
| MegaCharts             | 95      |
| Irish Singles Chart    | 14      |
| RIANZ                  | 46      |
| Sverigetopplistan      | 37      |
| UK Singles Chart       | 5       |
| Billboard Hot 100      | 43,     |
| Modern Rock Tracks     | 1       |
| Mainstream Rock Tracks | 3       |